# 요룬 스칼드메르
요룬 스칼드메르(고대 노르드어: Jórunn skáldmær→시의 처녀 요룬)는 10세기 초반에 활동한 노르웨이의 스칼드 시인이다. 〈통렬한 교훈〉(Sendibítr 센디비트)이라는 시가 유일하게 보존되어 있는데, 그나마도 불완전하여 2개 구절과 반쪽자리 구절 3개만 남아 있다. 요룬의 시를 보존하고 있는 문헌들은 대개 스노리 스투를루손의 작품들이다. 〈통렬한 교훈〉은 미발왕 하랄과 흑왕 할프단 부자의 골육상쟁을 다루고 있으며, 현재까지 보존된 여성이 작사한 스칼드 시 중 가장 오래된 작품이다.

## 같이 보기
- 스테이눈 레프스도티르